# 聖安德烈斯 (貝登省)
16°58′3″N 89°54′37″W / 16.96750°N 89.91028°W
聖安德烈斯（西班牙語：San Andrés）是危地馬拉的城鎮，位於該國北部，由貝登省負責管轄，面積8,874平方公里，海拔高度111米，2002年人口20,295，人口密度每平方公里2.29人。